# Bomber Mafia

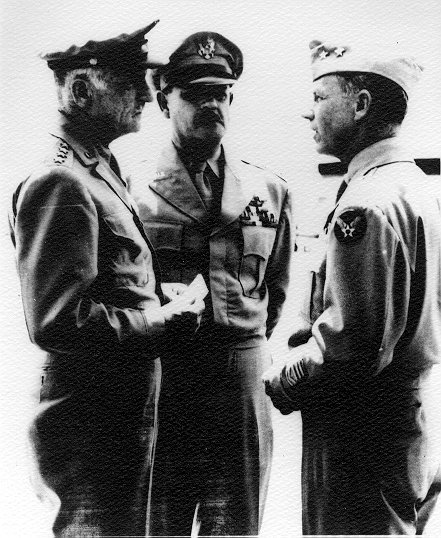
Tre alti ufficiali delle United States Army Air Force, sostenitori dell'importanza dominante del bombardamento strategico; da sinistra il generale Carl Spaatz, il generale Muir S. Fairchild e il generale Donald Wilson.

Con l'espressione Bomber Mafia si indica un gruppo (fortemente lobbistico) di militari degli Stati Uniti di alto rango che erano convinti sostenitori della dottrina militare secondo la quale l'impiego massiccio di grandi formazioni di bombardieri strategici poteva rivelarsi decisivo per vincere una guerra. La spregiativa allusione alla mafia fu in realtà coniata, dopo la seconda guerra mondiale, da altri esponenti degli stessi ambienti militari, che però non condividevano tale punto di vista, ed in tal modo esprimevano il loro disappunto per il successo che il "partito dei bombardieri pesanti" aveva avuto nel raggiungere un ruolo dominante negli alti comandi e ottenere ingenti stanziamenti di risorse finanziarie.
Al termine del secondo conflitto mondiale, in conseguenza della ventennale influenza della Bomber Mafia, fu possibile costituire una arma aerea autonoma: l'United States Air Force separata e indipendente. La dottrina militare della Bomber Mafia, affinata nel tempo dalla guerra e dall'esperienza, contribuì a forgiare le caratteristiche e le strategie della neonata aeronautica e soprattutto del suo Strategic Air Command.

## Origini

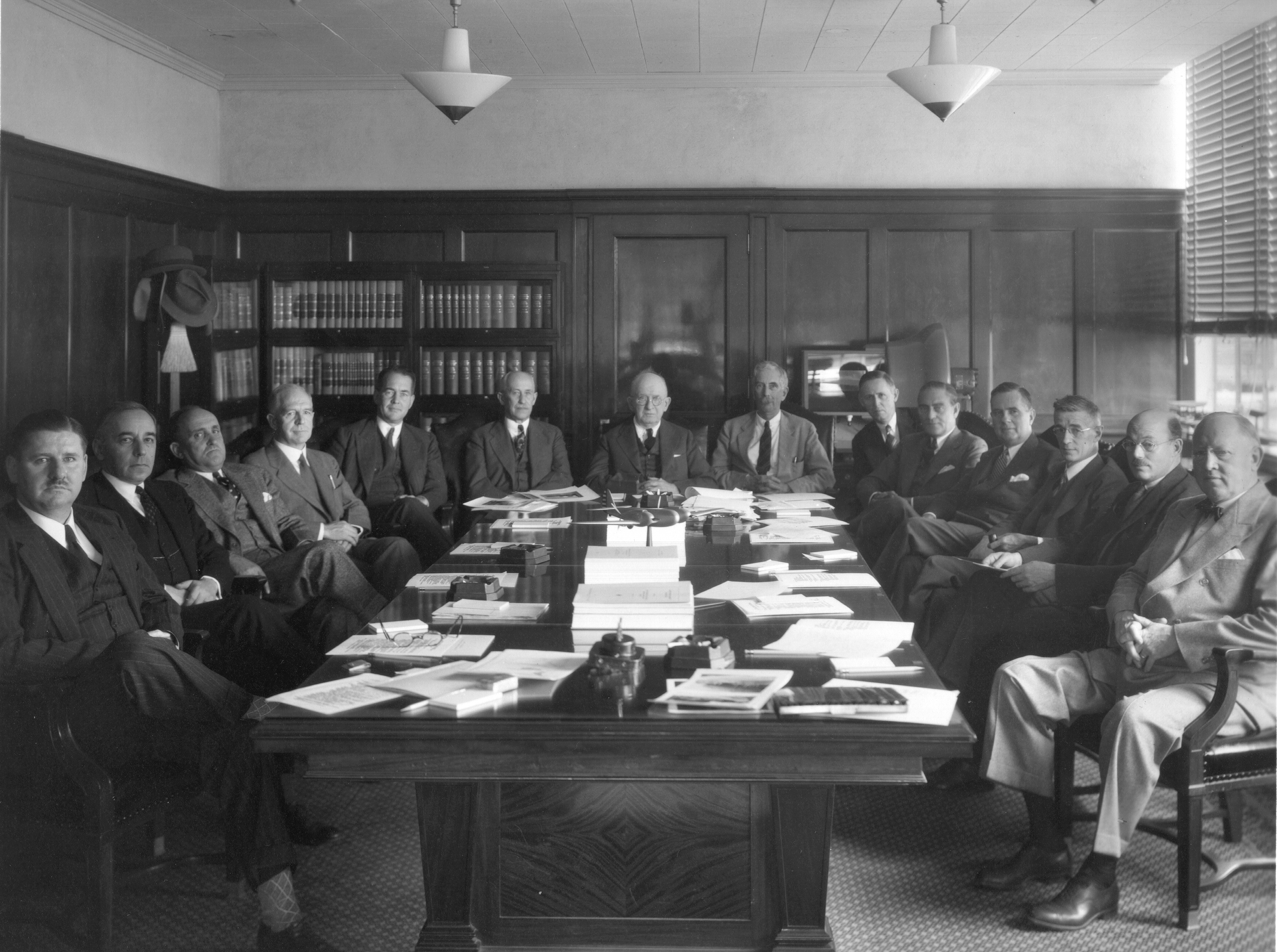
Langley Field, 1938, una seduta del National Advisory Committee for Aeronautics.

Sviluppatasi negli anni 1926–1929 presso l'Air Corps Tactical School (ACTS) di Langley Field in Virginia, si affermò una innovativa dottrina strategica — promossa da quattro istruttori militari — secondo la quale il bombardamento di precisione alla luce del giorno poteva avere la meglio su una forza aeronavale nemica anche lasciandola intatta, purché ne distruggesse i più importanti obiettivi militari e strategici del rispettivo retroterra, colpendo in profondità il territorio ostile. Questa teoria proveniva dal pensiero del generale italiano Giulio Douhet, anche se questi era fautore del bombardamento a tappeto dei centri abitati, concetto respinto dai teorici americani. Essi al contrario sostenevano una strategia di bombardamento più selettivo, che prendeva di mira l'economia nemica e la produzione di armamenti. Benché non dimostrata in pratica, la principale attrattiva di questa sorta di dottrina del bombardamento strategico stava in un'idea di guerra che sarebbe stata vinta con relativa rapidità, con perdite minime, e che di conseguenza sarebbe stata evitata la logorante e statica guerra di trincea che aveva contraddistinto il primo conflitto mondiale.
Per mettere in pratica questa dottrina, lo United States Army Air Corps avrebbe dovuto impegnare la maggior parte delle sue risorse nell'accumulare una flotta di bombardieri pesanti in grado di difendersi da soli, e nell'addestrare e mantenere un gran numero di avieri per rifornire gli organici degli equipaggi di volo e delle squadre di specialisti che assistono da terra, nel modo più vario e completo, gli aeromobili. Gli ufficiali del ACTS che confidavano nella dottrina dei bombardieri pesanti compresero che qualsiasi altra spesa sostenuta dall'Air Corps (ad esempio per bombardieri tattici o caccia) avrebbe distolto energie vitali dalla progettata flotta di grandi bombardieri. Per di più, essi si rendevano conto che il governo americano avrebbe dovuto "tagliare" i fondi alla U.S. Navy ed alle forze terrestri dell'U.S. Army per costituire la grande flotta aerea auspicata. Per realizzare questi cambiamenti, gli istruttori del ACTS instillarono sistematicamente negli allievi della scuola il convincimento che nel futuro l'apparato bellico americano avrebbe dovuto disporre finalmente di una separata branca aerea delle forze armate, completamente indipendente dall'esercito e dalla marina, del tipo vagheggiato dal brigadier generale Billy Mitchell: quella che sarebbe diventata la United States Air Force. Come transitorio primo passo di compromesso, in seno all'Army Air Corps, nel 1935, fu istituita il General Headquarters (GHQ) Air Force, un quartier generale della componente aerea, relativamente indipendente dal quartier generale del U.S. Army. Il primo comandante di questa struttura di comando autonoma dell'Army Air Corps fu il generale Frank Maxwell Andrews, strenuo sostenitore della teoria del bombardamento strategico. Il generale Andrews inserì all'interno del suo quartier generale altri ufficiali con le sue stesse convinzioni strategico-operative, tra cui il generale Henry H. Arnold.

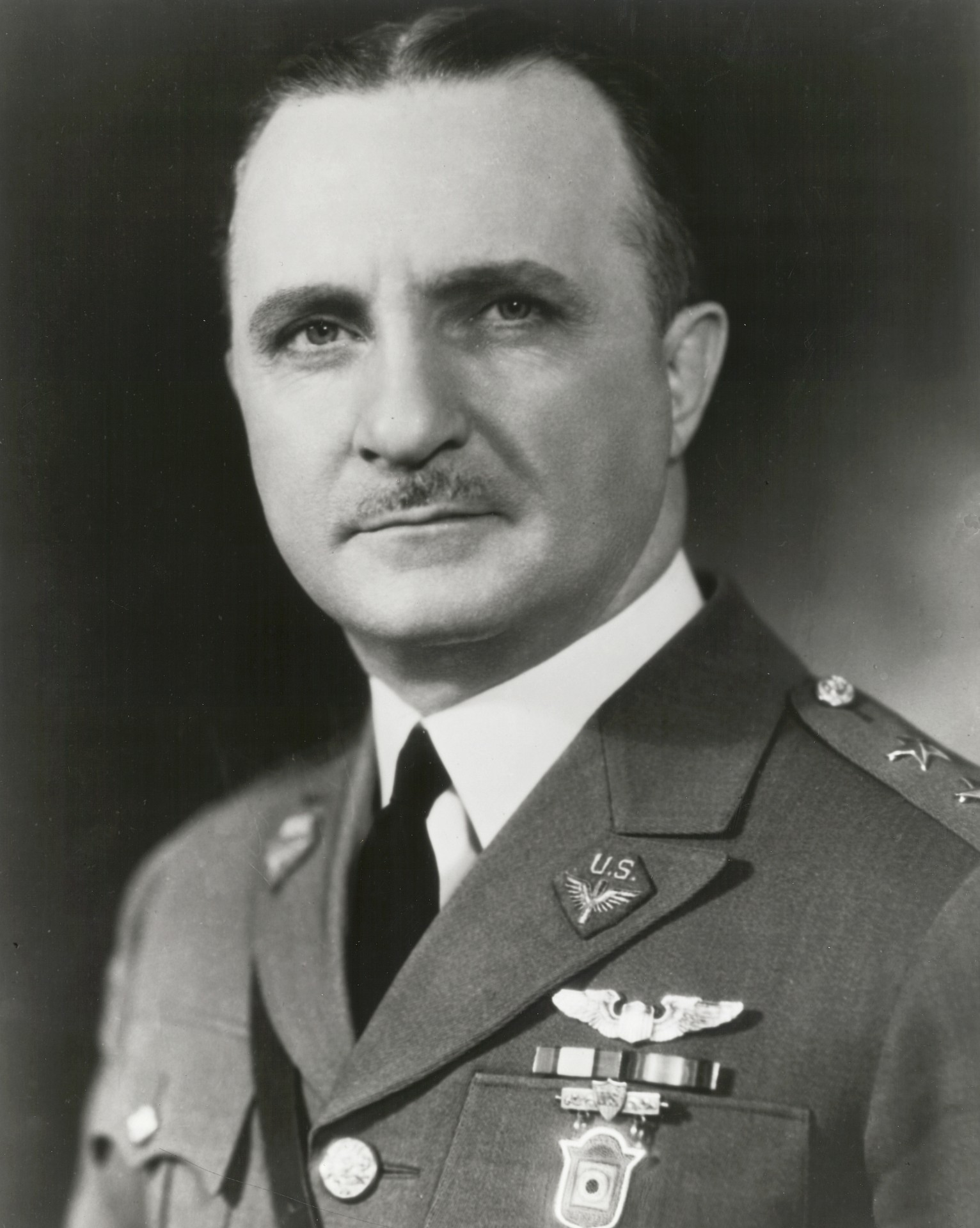
Il generale Oscar Westover, capo di stato maggiore dell'United States Army Air Corps nel periodo 1935-1938.

Nel corso degli anni trenta il predominio delle teorie del bombardamento strategico crebbe costantemente, mentre il capo di stato maggiore dell'Army Air Corps, il generale Oscar Westover, supportò e diede impulso a programmi di ricerca e sviluppo di grandi bombardieri pesanti quadrimotori per applicare concretamente la dottrina. Ancor prima dell'inizio della seconda guerra mondiale, i pianificatori americani avevano già previsto la necessità di bombardieri ultra-pesanti molto più potenti del Boeing B-17 Flying Fortress e del Consolidated B-24 Liberator che stavano appena per entrare in servizio. Il generale Westover morì in un incidente aereo il 21 settembre 1938 e il suo incarico al comando dell'Army Air Corps fu assunto dal generale Henry H. Arnold che condivideva totalmente le teorie e i programmi del bombardamento strategico. Nel dicembre 1939, mentre gli Stati Uniti era ancora fuori della guerra mondiale, il generale Arnold richiese un nuovo VLR Bomber, un "bombardiere a lunghissimo raggio" in grado di colpire a grande distanza i centri nevralgici di un eventuale nemico transcontinentale.
Sebbene discutibile e impiegata fino a quel momento solo in condizioni ottimali di addestramento, la dottrina del bombardamento strategico (originariamente conosciuta come "industrial web theory" —"teoria dell'apparato industriale"—) divenne quindi la principale strategia per l'arma aeronautica degli Stati Uniti nella pianificazione in previsione di una partecipazione alla seconda guerra mondiale. Quattro ex istruttori della scuola, il nucleo della "Bomber Mafia", furono gli artefici dei due piani di guerra aeronautici (AWPD-1 e AWPD-42) che coordinarono l'espansione durante il conflitto e il dispiegamento delle United States Army Air Forces nei vari teatri bellici.: i tenenti colonnelli Harold L. George, Orvil Anderson, Kenneth Walker e il maggiore Haywood S. Hansell.

## Avversari dellaBomber Mafia
L'espressione  "Bomber Mafia" scaturì dai contrasti, talvolta aspri, tra lo stato maggiore dell'United States Army e una parte del personale dell'Army Air Corps che evidenziava, e contestava, l'insistenza degli istruttori e allievi dell'ACTS sul fatto che i bombardieri pesanti avrebbero dovuto diventare la nuova arma principale della guerra, e che vi fosse bisogno di una forza armata aerea separata per dirigere autonomamente questi bombardieri. Per alcuni anni iniziali, l'opposizione più forte all'interno dell'ACTS contro la dottrina del predominio dei bombardieri fu rappresentata dal capitano (che successivamente sarebbe arrivato al grado di generale) George Kenney, che invece sosteneva l'importanza di impiegare l'aviazione per supportare le truppe e colpire le unità nemiche sul terreno.

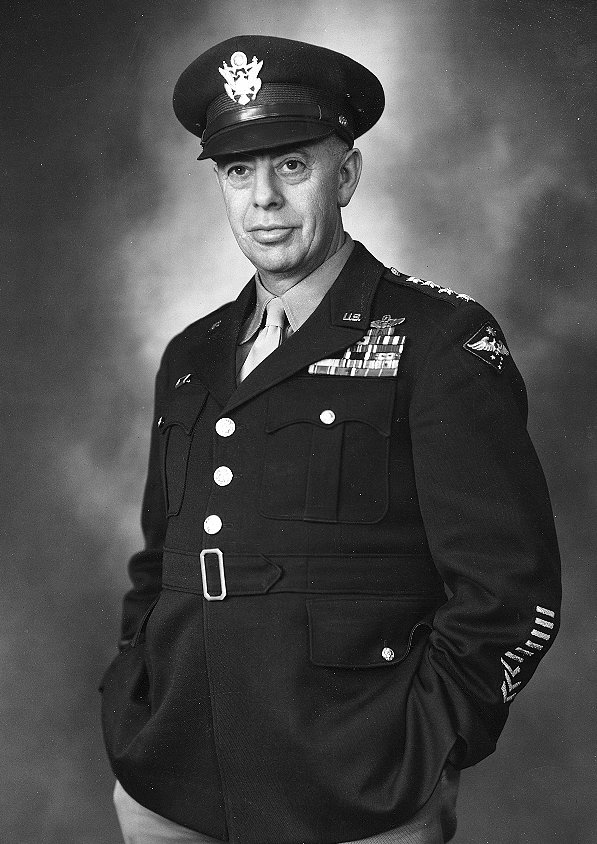
Il generale George Kenney.

Kenney riteneva essenziale una stretta coordinazione tra forze di aria e di terra, ed enfatizzava il ruolo dei bombardieri medi e dei cacciabombardieri. L'ufficiale lasciò l'ACTS nel 1929, ed il suo posto vacante fu colmato da partigiani dei bombardieri pesanti. Questa dottrina strategica, peraltro, era in contrasto anche con le teorie originarie dello stesso Billy Mitchell, che sottolineavano che il supporto di caccia di scorta sarebbe stato essenziale per le operazioni alla luce del sole.
Lewis H. Brereton lavorò come istruttore del ACTS per un anno (1924–1925), poi assunse il comando del Second Bombardment Group. Durante il breve periodo alla scuola, si pronunciò in favore di un'aeronautica equilibrata, composta di molte unità di tipo diverso, idonea ad effettuare sia operazioni tattiche che strategiche. Brereton mantenne la sua impostazione teorica anche durante il suo periodo di istruttore presso il Command and General Staff College, la prestigiosa scuola di formazione al comando e ai compiti di stato maggiore di Fort Leavenworth (Kansas), nel periodo 1935–1939.
Essendo esperto nell'uso di unità aeree in supporto dell'artiglieria e dell'fanteria, anche Gordon P. Saville sostenne per tutto il periodo (1934-1936) in cui funse da istruttore alla Scuola di tattica aerea, la teoria operativa dell'impiego prevalentemente tattico della forza aerea per appoggiare le azioni sul terreno delle truppe. Durante la seconda guerra mondiale, ebbe modo di applicare brillantemente le sue idee nel teatro del Mediterraneo al comando delle forze aeree tattiche della Twelfth Air Force ed esercitò una profonda influenza anche sulle tattiche di cooperazione aero-terrestre impiegate dagli Alleati sul fronte di Normandia.

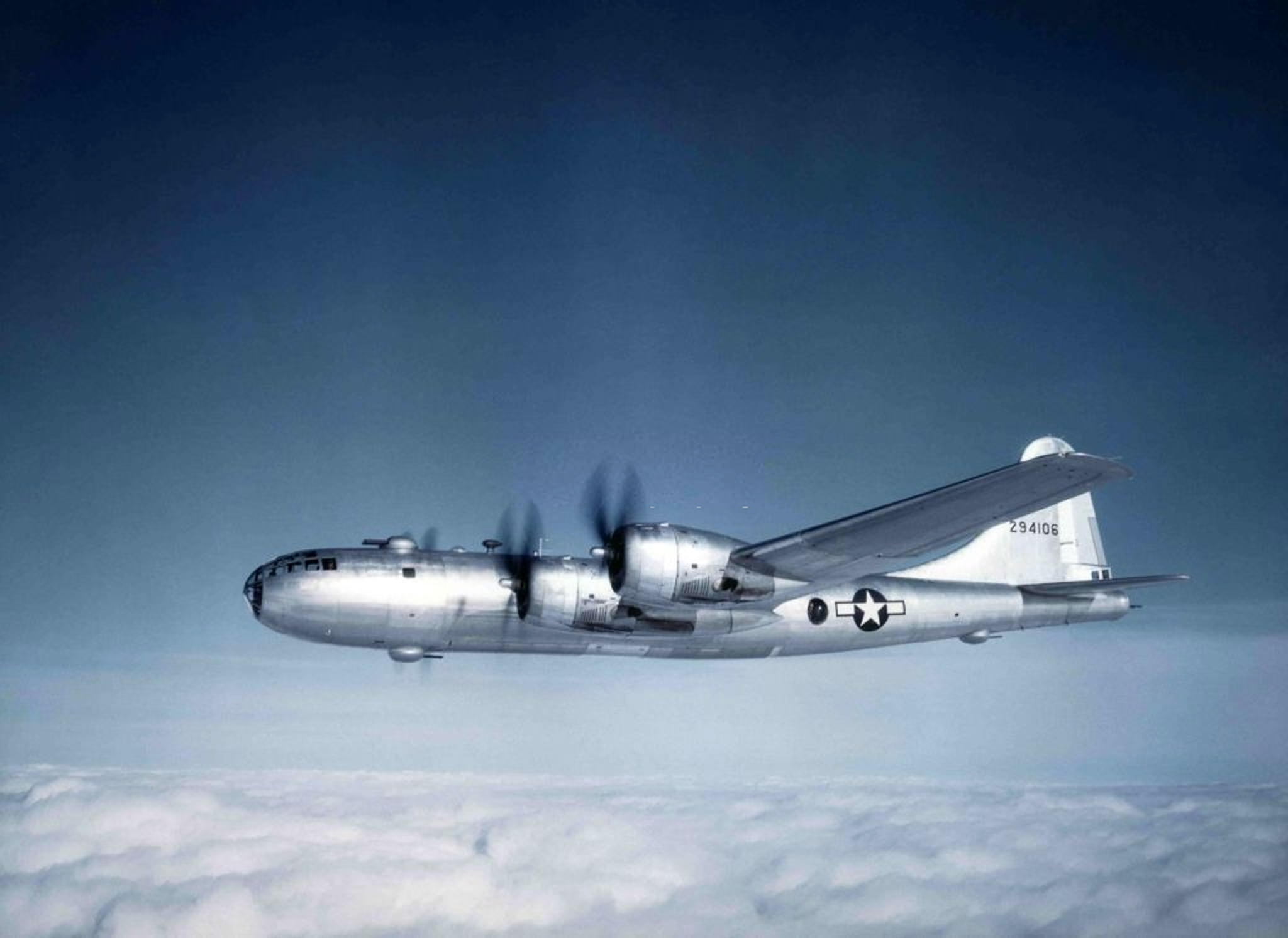
Il Boeing B-29 Superfortress, protagonista dal 1944 del bombardamento strategico contro il Giappone, fu il "superbombardiere" ultra-pesante a lungo raggio in grado finalmente di applicare compiutamente le dottrine sostenute per tanti anni dagli ufficiali della Bomber Mafia.

Il capitano Claire Chennault, comandante istruttore di tattica dei caccia nel Air Combat Tactical School, fu un altro ufficiale preparato ed energico dell'Army Air Corps che contrastò dialetticamente la Bomber Mafia per più di dieci anni; venne costretto precocemente al congedo nel 1937, lasciando campo libero alla "fazione del bombardamento di precisione", prima di prendere il comando delle famose Tigri Volanti in Cina dove ebbe modo di insegnare le più moderne tattiche di combattimento aereo. L'insegnamento della tattica dei caccia ("pursuit" nella terminologia dell'USAAF) peraltro in un primo momento perse importanza nei corsi del ACTS anche se gli ufficiali Earle E. Partridge e Hoyt S. Vandenberg continuarono ad analizzare approfonditamente i possibili compiti di questo tipo di aerei.
Altre posizioni critiche erano più sfumate. Il tenente Benjamin S. Kelsey, ufficiale degli USAAC Fighter Projects,
opinava che una vasta flotta di bombardieri potesse soddisfare molte esigenze militari, non solo quella del bombardamento strategico; quindi, ne deduceva che la dottrina di questa componente militare dovesse conservare flessibilità, virtualmente in risposta ad ogni diversa esigenza. A cagione del basso grado che al tempo rivestiva, Kelsey non poteva seriamente contrastare la Bomber Mafia, e piuttosto si diede da fare per aggirare le restrizioni che essa aveva imposto agli aerei da caccia. Kelsey escogitò una nuova classe di aerei "intercettori", allo scopo di suffragare la sua idea che un caccia adeguatamente armato potesse attaccare efficacemente i bombardieri nemici, e che, concesso l'uso del drop tank (serbatoio sganciabile) per le missioni a lungo raggio, siffatto velivolo fosse in grado di scortare i bombardieri "amici" per tutta la durata dell'azione, compreso il rientro.

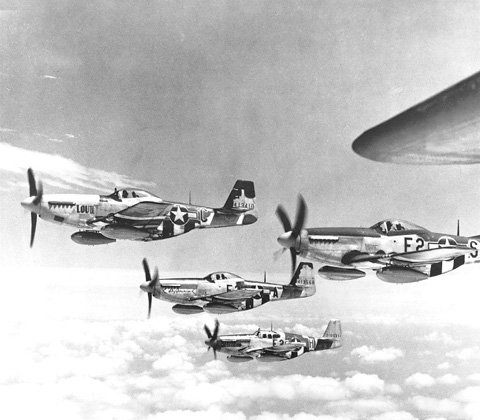
I caccia a lungo raggio North American P-51 Mustang, equipaggiati con serbatoi sganciabili, fornirono dal 1944 lo schermo di scorta per i bombardieri che si dimostrò, a dispetto delle teorie degli ufficiali della Bomber Mafia, essenziale per raggiungere successi decisivi con il bombardamento strategico in Europa.

La Bomber Mafia —per via di una "carenza d'immaginazione" consistita in quella mancata espansione della propria dottrina che le avrebbe dovuto far dichiarare che l'imposizione della superiorità aerea è un prerequisito del successo— non avrebbe accettato alcuno dei concetti cari a Kelsey; i "sacerdoti" del bombardiere-deus ex machina confidavano che la flotta di bombardieri pesanti sarebbe stata in grado di proteggersi da sé, e quindi si opposero allo sviluppo di un caccia di scorta a lungo raggio, tanto che esso non fu disponibile che due anni dopo l'inizio della guerra.
Nonostante questi contrasti e notevoli errori teorici e di programmazione, la dottrina del bombardamento strategico, strenuamente sostenuta dagli ufficiali della cosiddetta Bomber Mafia, costituì un elemento decisivo del percorso fondativo dell'Air Force quale forza armata autonoma, completamente indipendente dall'esercito, di cui aveva fatto inizialmente parte, e pertanto deve ancora essere considerata fondamentale per la stessa moderna teoria generale dello sviluppo e della storia dell'aeronautica. Haywood S. Hansell, diplomato all'ACTS, istruttore e membro della Bomber Mafia, dovette in seguito convenire sul fatto che sia i teorici, sia gli autori materiali del piano bellico AWPD-1 (tra i quali lui stesso) avessero commesso un serio sbaglio trascurando, nella loro visione strategica, l'indispensabilità del caccia di scorta a lungo raggio. Scrisse infatti Hansell:
«Era evidente che la presenza di un caccia di scorta sarebbe stata intrinsecamente molto utile, ma nessuno poteva neppure immaginare in che modo un piccolo caccia avrebbe potuto avere il raggio d'azione di un bombardiere pur conservando l'agilità di manovra necessaria per il combattimento aereo. L'incapacità di prevedere una soluzione a questo problema si dimostrò uno dei più grandi errori dell'Air Corps Tactical School.»

## Componenti dellaBomber Mafia

### Istruttori
- Harold L. George, promotore iniziale della teoria[26]
- John F. Curry, comandante ACTS 1931–1935
- George Kenney
- Thomas DeWitt Milling, primo comandante della scuola
- Odas Moon[27]
- Robert Olds
- Kenneth N. Walker
- Robert M. Webster
- Donald Wilson

### Allievi
- Frank M. Andrews
- Henry H. "Hap" Arnold
- James Doolittle
- Ira C. Eaker
- Oliver P. Echols
- Muir S. Fairchild (Fu anche istruttore del ACTS)[1]
- Barney M. Giles
- Haywood S. Hansell (Fu anche istruttore del ACTS)
- Laurence S. Kuter (Fu anche istruttore di ACTS)
- Curtis LeMay
- Emmett "Rosie" O'Donnell, Jr.
- Thomas S. Power
- Carl A. Spaatz
- Hoyt S. Vandenberg

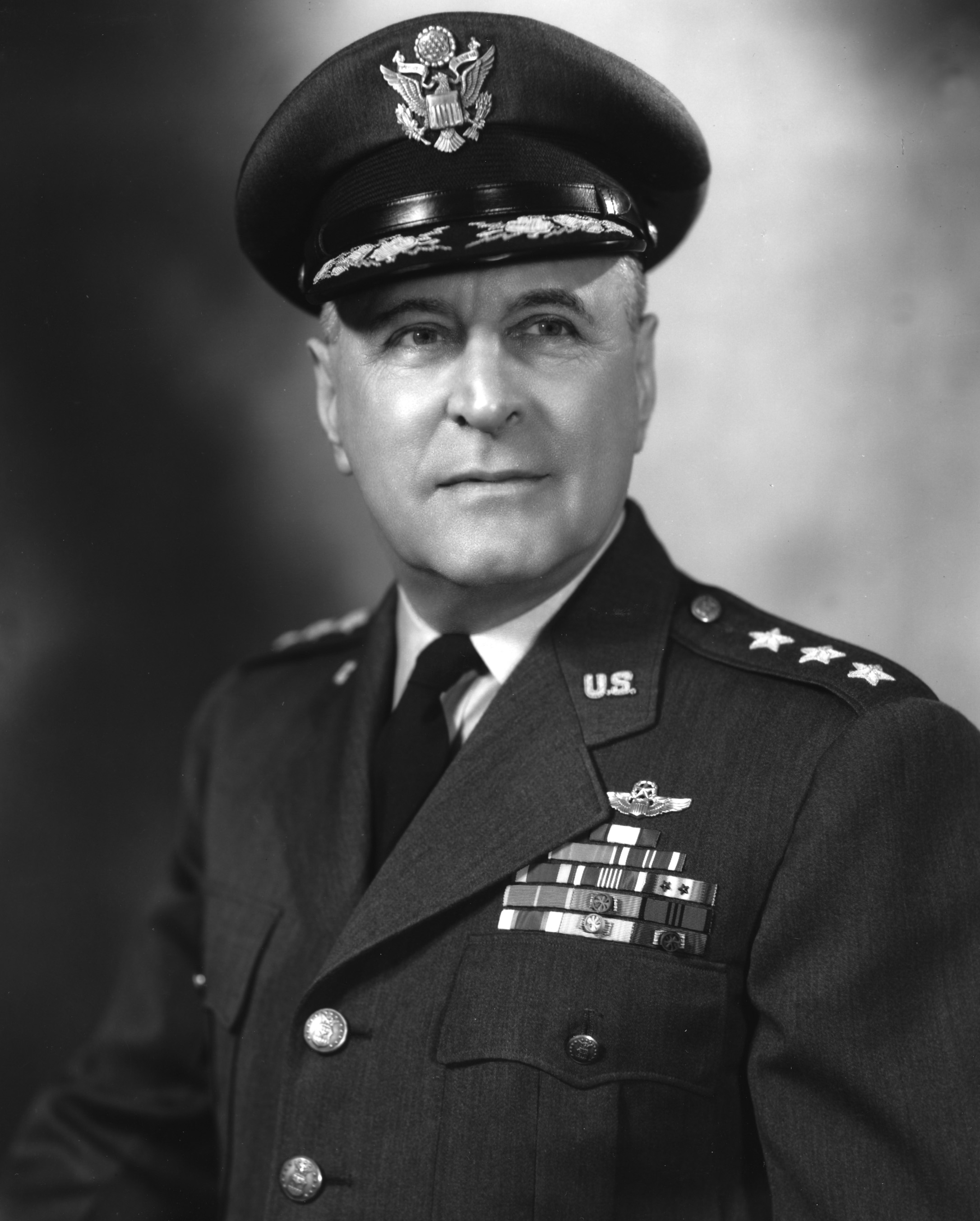
Il generale Harold L. George, uno dei primi teorici del bombardamento strategico e componente della Sezione piani strategici dello stato maggiore generale
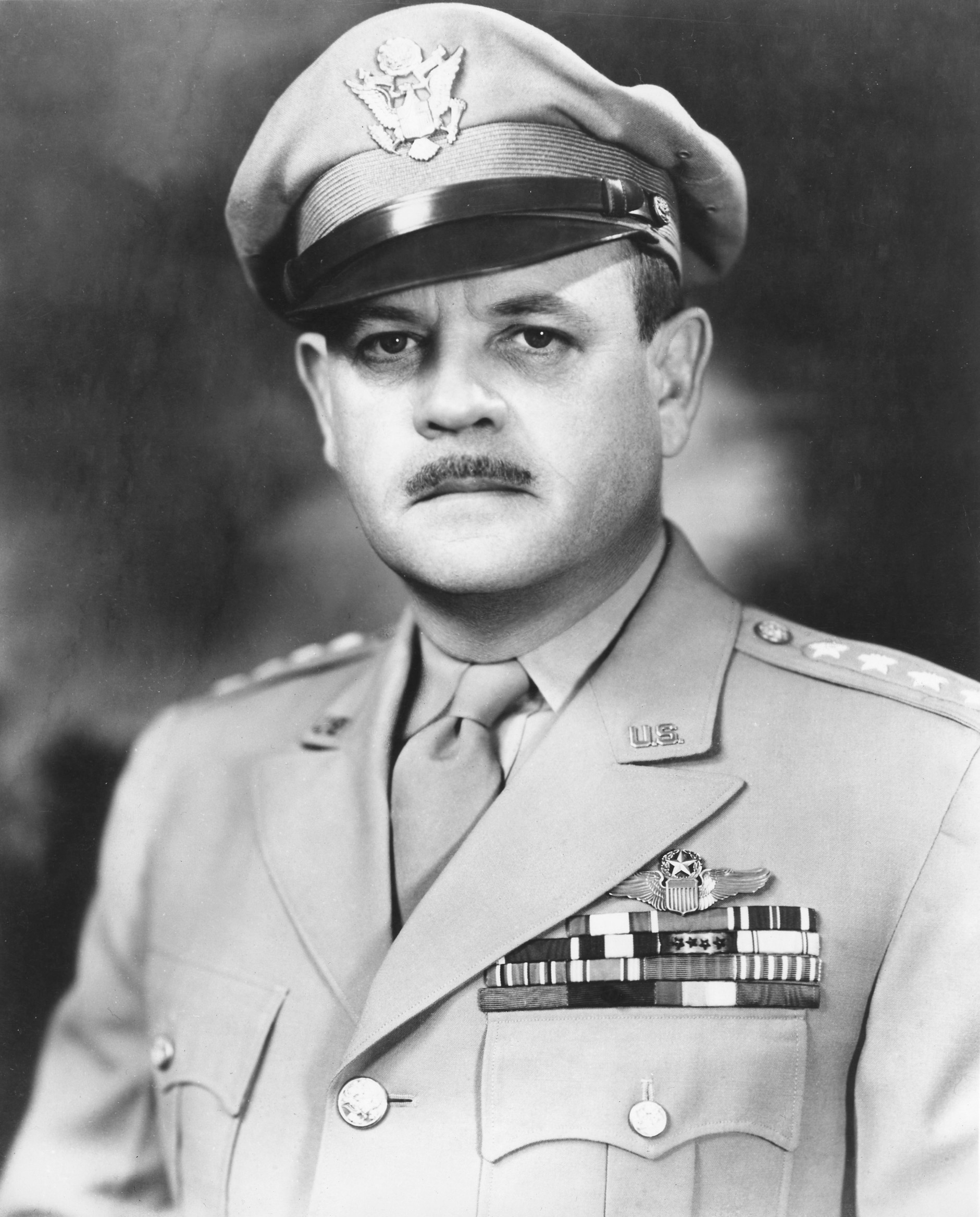
Il generale Muir S. Fairchild, componente degli Stati maggiori riuniti e vice-capo di stato maggiore dell'USAF
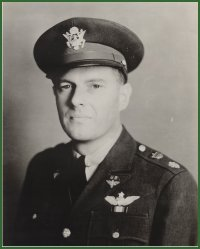
Il generale Robert Olds, il padre di Robin Olds, fu uno dei membri più influenti della Bomber Mafia e comandò uno stormo di bombardieri in Europa
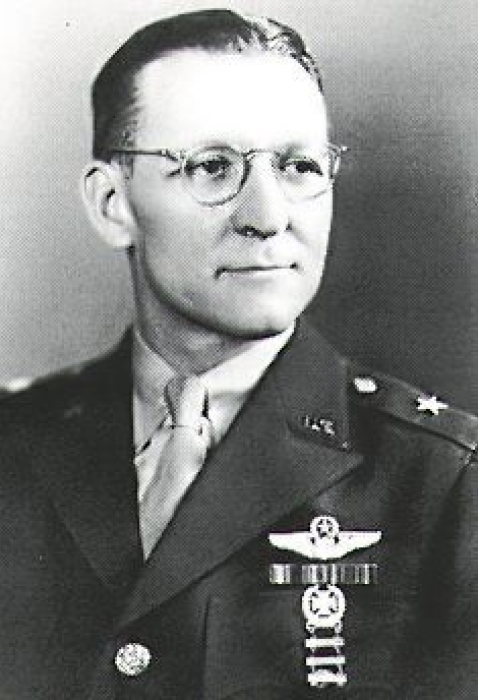
Il generale Kenneth N. Walker, dopo essere stato uno dei componenti della Air War Plans Division, guidò il V Bomber Command nella guerra del Pacifico
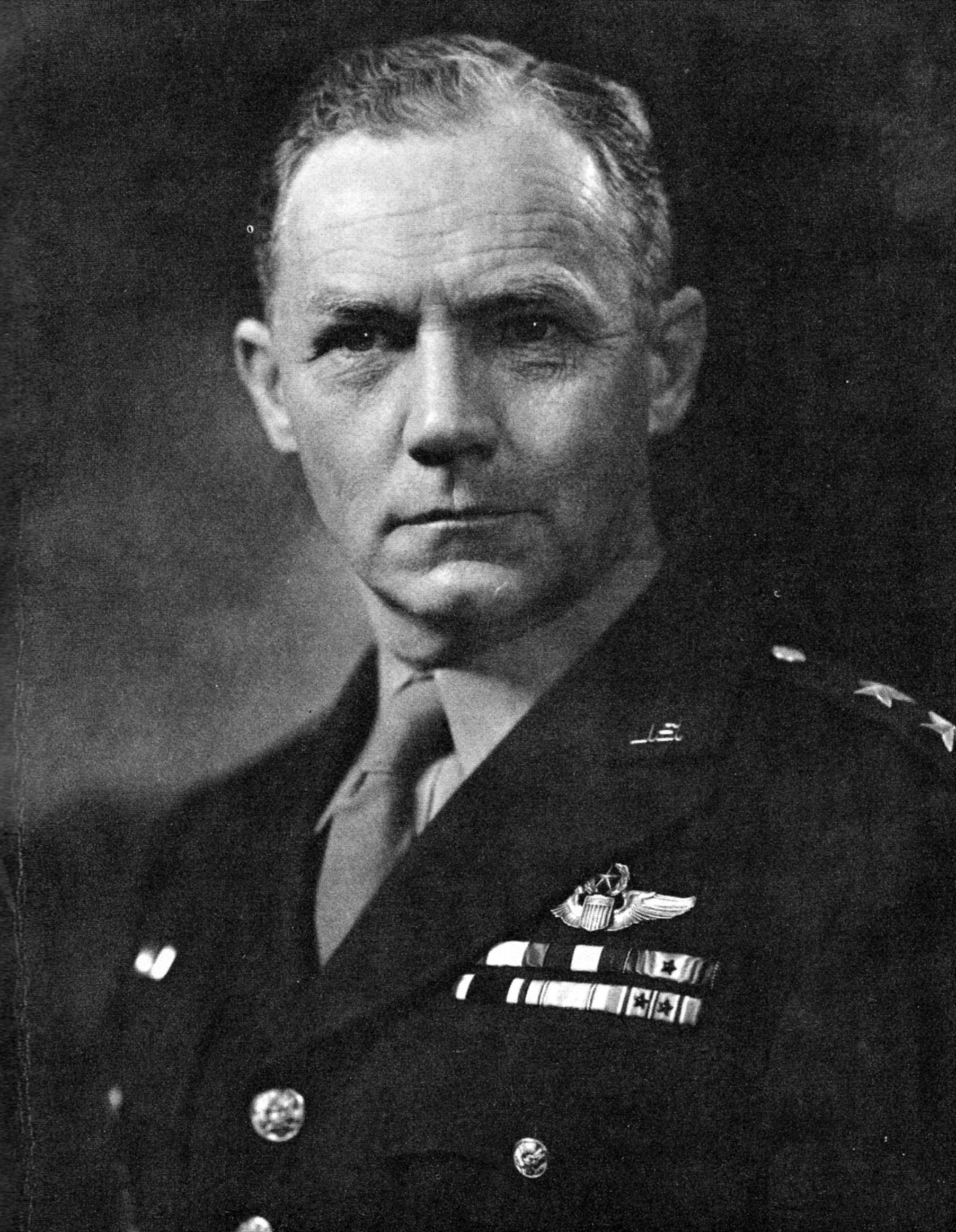
Il generale Donald Wilson, uno dei teorici della Scuola di tattica aerea, durante la seconda guerra mondiale, fece parte dello stato maggiore dell'USAAF
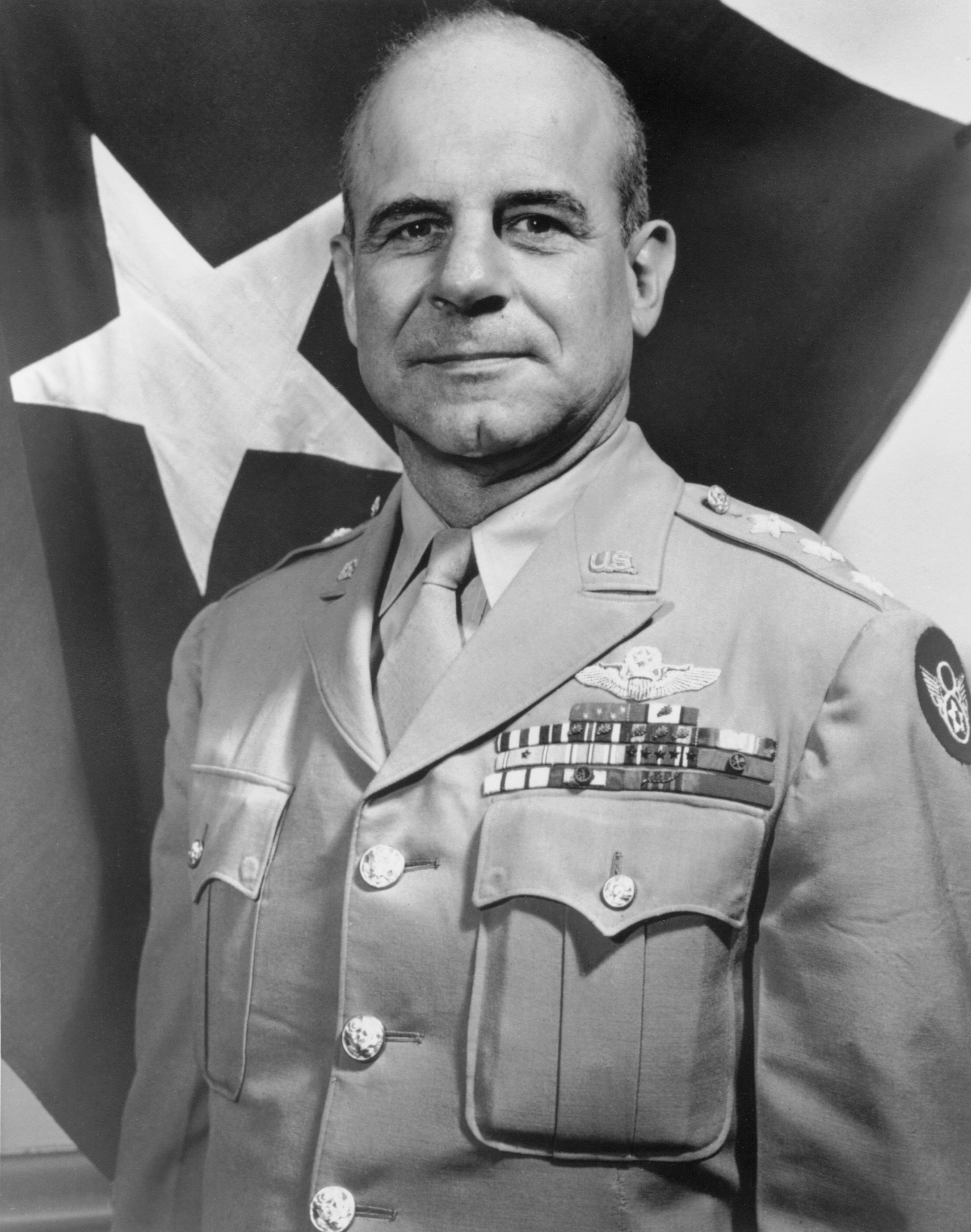
Il generale James Doolittle, comandante della Twelfth Air Force nel teatro del Mediterraneo, e della Eight Air Force nel teatro europeo
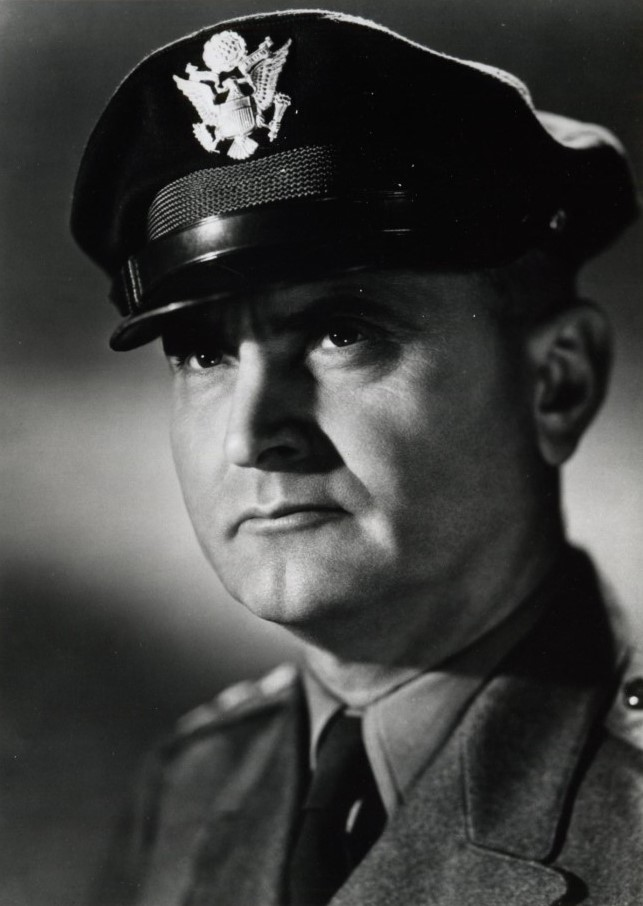
Il generale Ira C. Eaker, comandante dell'Eight Air Force in Europa e poi delle forze aeree alleate del Mediterraneo
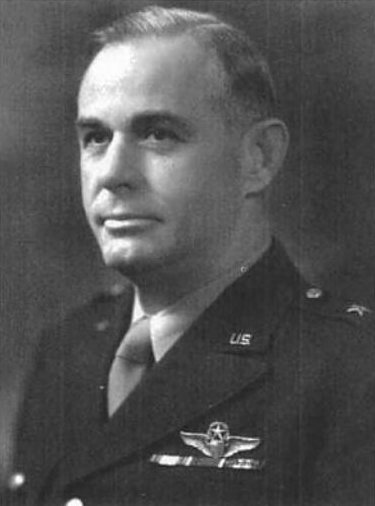
Il generale Oliver P. Echols, responsabile durante la seconda guerra mondiale della produzione e assegnazione dei bombardieri pesanti
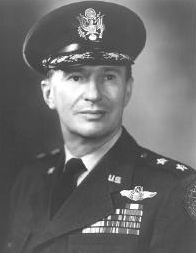
Il generale Haywood S. Hansell, componente della Air War Plans Division e comandante dei B-29 Superfortress del XXI Bomber Command nel teatro del Pacifico
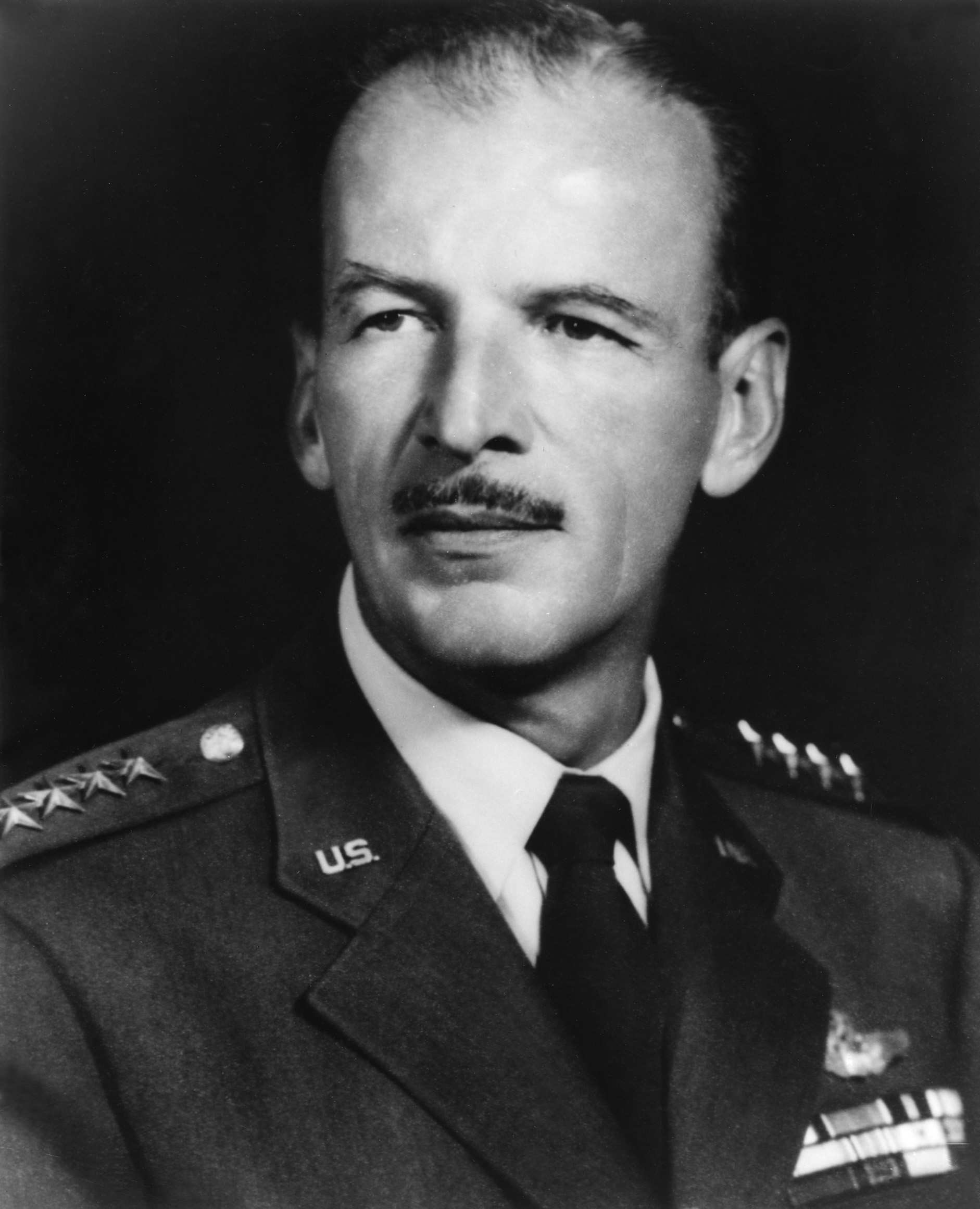
Il generale Laurence S. Kuter, componente della Air War Plans Division, comandante di bombardieri in Europa e Mediterraneo, uno dei principali collaboratori del generale Arnold
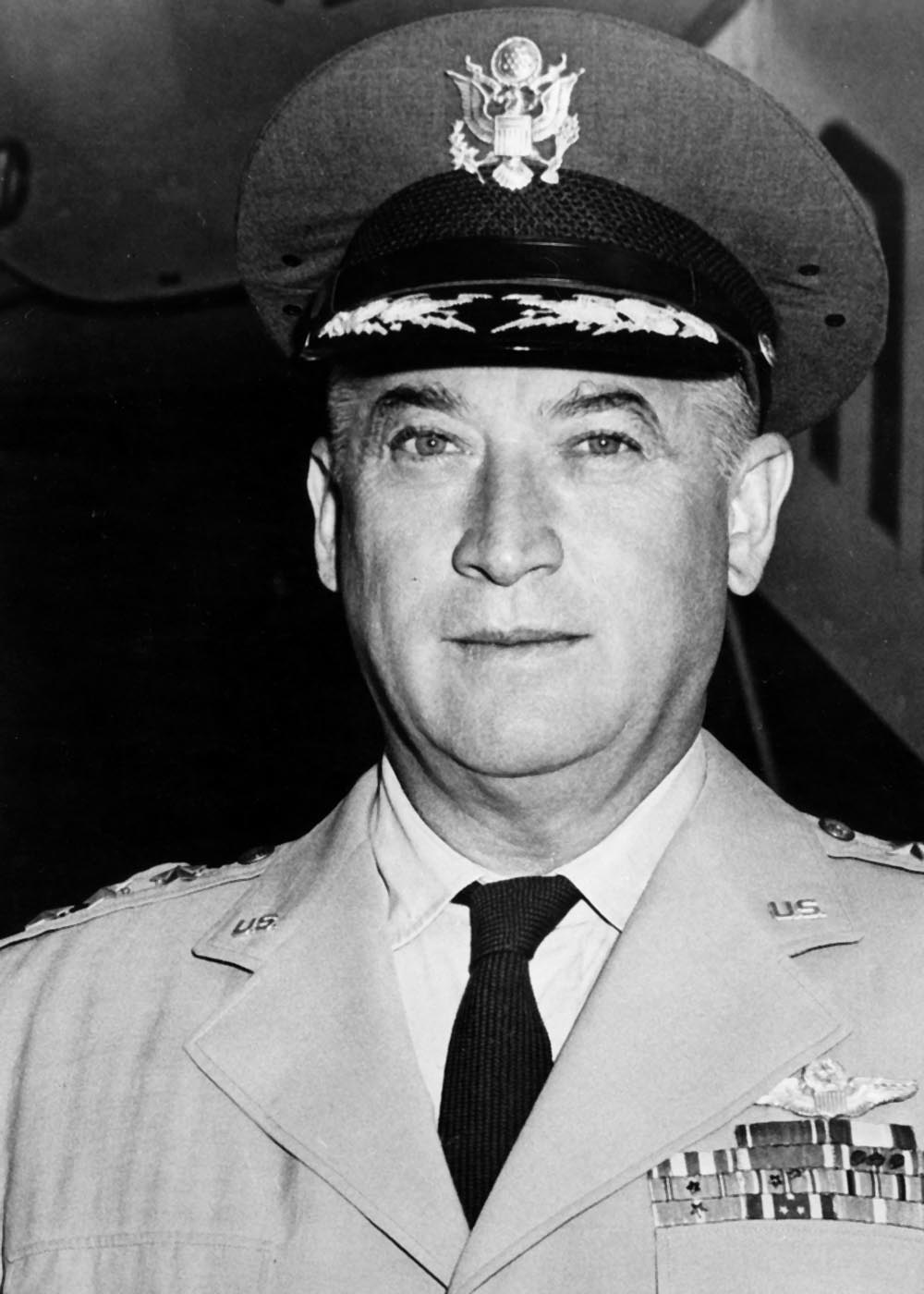
Il generale Emmett O'Donnel, Jr., comandante di bombardieri B-29 sul fronte del Pacifico, guidò le forze aeree da bombardamento durante la guerra di Corea
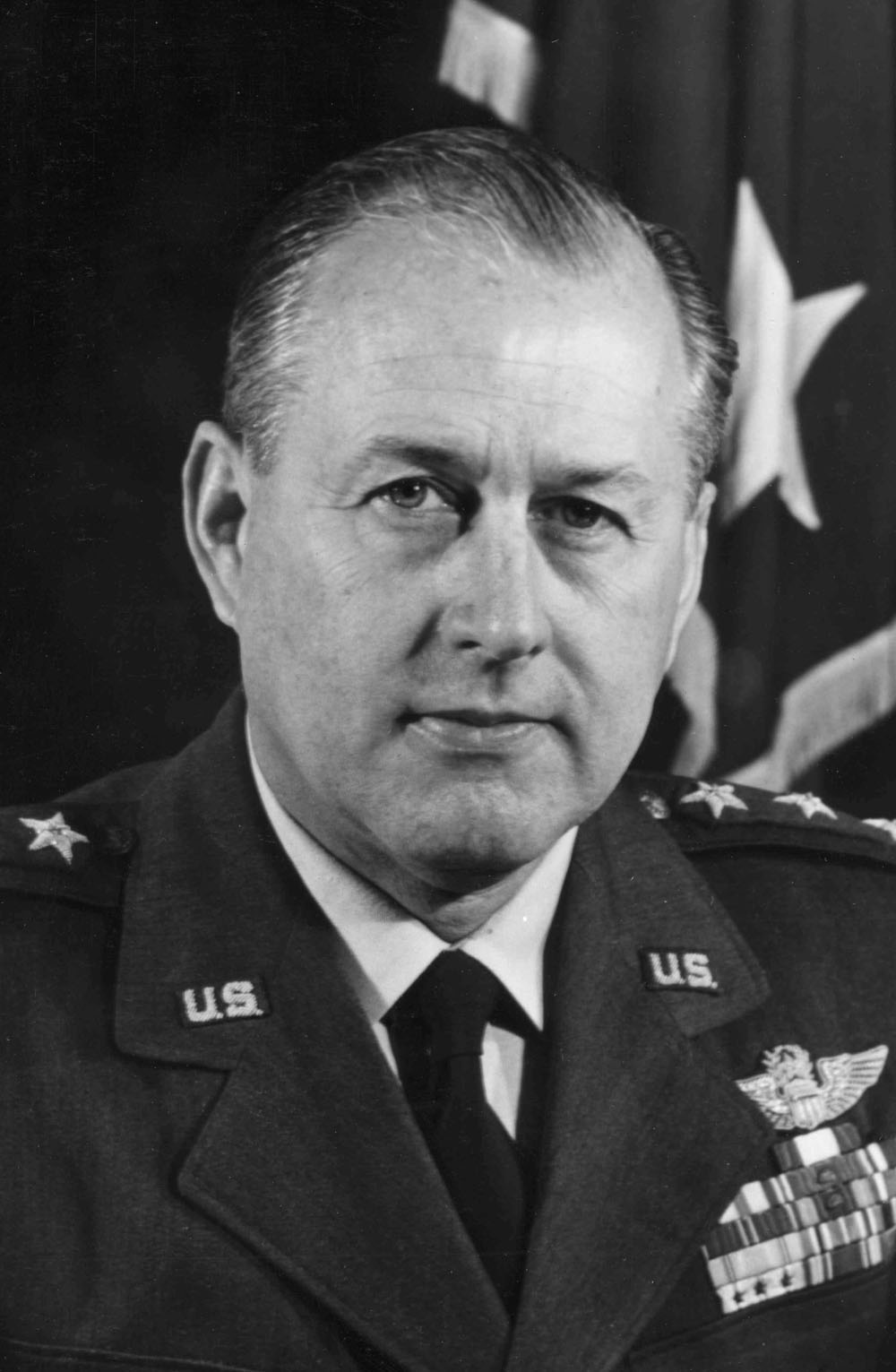
Il generale Thomas S. Power, comandante di bombardieri B-29 sul fronte del Pacifico, durante la Guerra fredda, guidò lo Strategic Air Command
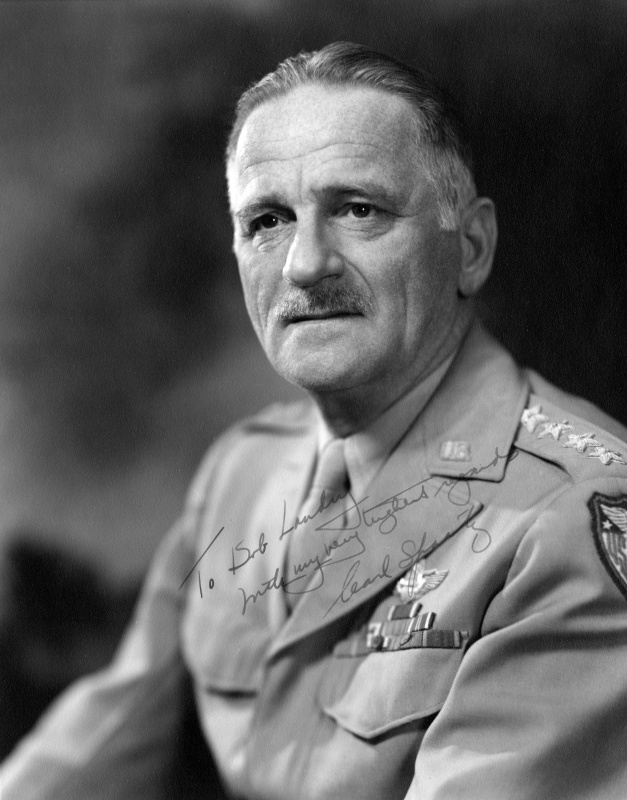
Il generale Carl Spaatz, comandante di tutte le forze strategiche da bombardamento americane prima sul teatro europeo e quindi sul teatro del Pacifico, fu il primo capo di stato maggiore dell'USAF
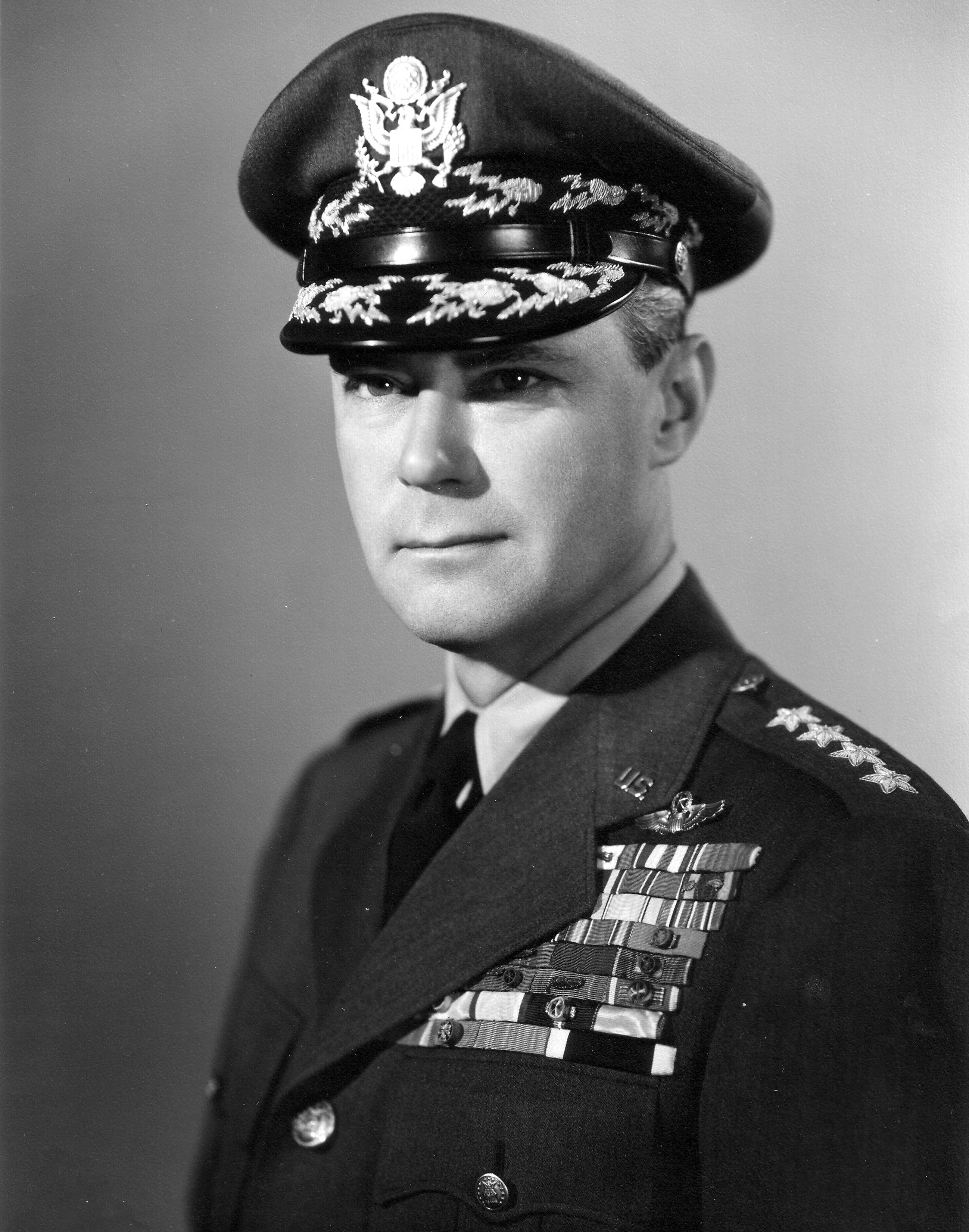
Il generale Hoyt S. Vandenberg, comandante della Ninth Air Force durante la seconda guerra mondiale, fu il secondo capo di stato maggiore dell'USAF dopo il ritiro del generale Spaatz

## Conclusioni
Nel corso della Seconda guerra mondiale, la teoria proclamata dalla Bomber Mafia — ossia l'importanza decisiva per l'esito della guerra del bombardamento strategico alla luce del giorno e senza scorta contro obiettivi selezionati dell'apparato bellico nemico — risultò in parte errata. Le flotte di bombardieri pesanti quadrimotori non furono in grado di vincere da sole la guerra senza la partecipazione di esercito e marina, e inoltre sui cieli della Germania per evitare perdite insopportabili fu necessario organizzare regolarmente la protezione offerta da un gran numero di caccia di scorta a lungo raggio. La riduzione delle perdite umane in guerra si rivelò una illusione, né si può affermare con certezza che la vittoria venne raggiunta con un significativo risparmio di tempo grazie ai bombardieri pesanti. Come peraltro avevano ammonito gli oppositori della Bomber Mafia, la precisione nel bombardamento non poté essere raggiunta finché non si rese disponibile una scorta a lungo raggio e finché non fu conquistata la superiorità aerea sui cieli dell'Europa occupata.

Di fatto la campagna di bombardamento aereo strategico contro l'apparato bellico tedesco in Europa, inflisse, a costo di pesanti perdite per l'USAAF, danni considerevoli ma non decisivi alle industrie degli armamenti della Germania, mentre raggiunse effettivamente risultati importanti che influirono sulle operazioni terrestri solo dopo la decisione, nell'estate 1944, di colpire sistematicamente le risorse petrolifere, le raffinerie e i centri di produzione del carburante sintetico del Terzo Reich.

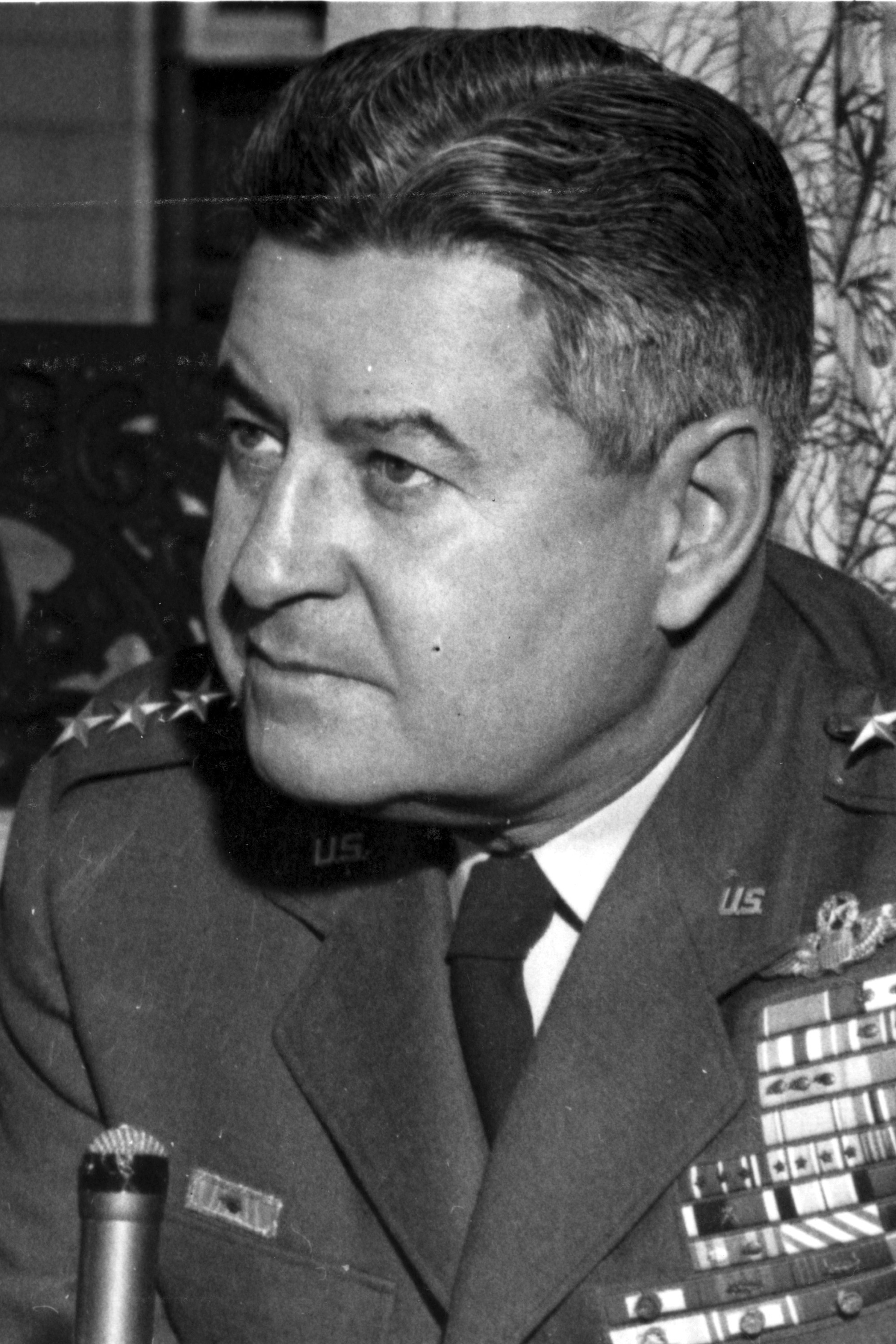
Il generale Curtis LeMay, grande protagonista del bombardamento strategico sulla Germania e sul Giappone nella seconda guerra mondiale, fu comandante dello Strategic Air Command durante la Guerra fredda.

Nel caso dei bombardamenti strategici sul Giappone invece, dopo la fallimentare operazione Matterhorn a partenza dalle basi aeree in Cina, la successiva campagna di bombardamento iniziata a novembre 1944 contro le industrie belliche giapponesi partendo con i superbombardieri Boeing B-29 Superfortress dalle isole Marianne, pur infliggendo rilevanti danni al complesso militare-industriale nemico, venne considerata deludente dagli alti comandi delle USAAF che nel marzo 1945 finirono per passare, soprattutto per iniziativa del generale Curtis LeMay, ai bombardamenti terroristici notturni per incendiare le città giapponesi e fiaccare il morale della popolazione. In questo modo le città nipponiche furono distrutte con elevatissime perdite civili, ma la resa del Giappone venne ottenuta solo dopo l'impiego dell'arma atomica e l'entrata in guerra dell'Unione Sovietica.
Nonostante risultati non del tutto corrispondenti alle ambiziose teorie originali della Bomber Mafia, il concetto di bombardamento strategico in grado di avere effetti risolutivi sull'esito di un conflitto, rimase fondamentale nella dottrina strategica americana, e divenne l'elemento portante dell'USAF quale forza armata indipendente. I suoi seguaci all'interno delle forze aeree, in particolare i generali Curtis LeMay e Thomas S. Power, continuarono a promuoverne i dettami nel corso dell'era atomica, impegnando lo Strategic Air Command (SAC) nell'elaborazione di una visione adattata alle esigenze della Guerra Fredda ed alla conseguente minaccia di guerra nucleare.. Negli anni cinquanta, quindi l'USAF schierava un gran numero di bombardieri strategici Boeing B-29 SUperfortress, Convair B-36 e Boeing B-52 Stratofortress  armati di bombe nucleari per sferrare un attacco devastante contro le città, i centri di comando e le basi militari dell'Unione Sovietica.
Negli anni sessanta la comparsa e lo schieramento dei nuovi missili nucleari balistici intercontinentali modificò solo in parte la strategia dell'USAF; il SAC continuò a tenere pronti i bombardieri armati con bombe nucleari secondo i programmi di allerta in volo e allerta a terra; i B-52 Stratofortress rimasero una componente fondamentale della triade nucleare americana fino al termine della Guerra fredda nel 1991.